# Universidad de Costa Rica
Universidad de Costa Rica är ett universitet i Costa Rica. Dess säte ligger i San Pedro, men det finns campus på ett antal platser i Costa Rica.